# ソニー・ピクチャーズ ホームエンタテインメント
ソニー・ピクチャーズ ホームエンタテインメント（Sony Pictures Home Entertainment、略称：SPHE）は、ソニー・ピクチャーズ モーション ピクチャー グループのホームビデオ配給部門。

## 概要
主に、ソニー・ピクチャーズが所有する映画、日本のソニー・ピクチャーズ アニメーション作品（提携契約による）、ソニー・ピクチャーズの傘下のソニー・ピクチャーズ モーション ピクチャー グループ系の映画、テレビシリーズなどをDVD、Blu-ray Discで全世界に配給している。
2024年には同年2月に締結したソニーグループとウォルト・ディズニー・カンパニーの合意に基づき、北米地域（アメリカ・カナダ）におけるディズニー作品のホームメディア（DVD・4K含むBlu-ray）事業をSPHEに移管した上で、同社が製造・販売することになっている。2024年6月24日、SPHEがスタジオ・ディストリビューション・サービス（ユニバーサル・ピクチャーズ・ホームエンターテイメントとワーナー・ブラザース ホームエンターテイメントの合弁会社）と配給契約を結んだことが報じられた。この契約により、SDSは、SPHEとの既存の配給契約を通じて、ソニー・ピクチャーズ、ディズニー、ライオンズゲートのタイトルの物理的な配給を処理できるようになる。
日本市場ではソニー・ピクチャーズ エンタテインメントが発売元となっていた。なお、2024年5月以降は同国内におけるソニー・ピクチャーズ作品のホームメディア事業をハピネット（ハピネット・メディアマーケティング）に移管した。これにより、統合前のRCAコロンビア時代以来33年ぶりに外部委託へ切り替える。